# Ece Temelkuran
Œuvres principales
Muz Sesleri
Ece Temelkuran, née le 22 juillet 1973 à Izmir, est une journaliste et auteure turque. Diplômée de la faculté de droit de l'université d'Ankara, elle commence à écrire pour la presse dès ses années d'études, en 1993, dans le journal Cumhuriyet. De 2000 à 2009 elle est chroniqueuse pour Milliyet puis de 2009 à janvier 2012 pour Habertürk. En 2010 et 2011 elle est également présentatrice d'Habertürk TV. Elle a été primée à plusieurs reprises pour ses articles, recevant le Pen for peace Award et étant nommée deux fois éditorialiste politique le plus lu de Turquie[réf. nécessaire]. Ses chroniques sont également publiées dans plusieurs médias internationaux comme The Guardian, Le Monde ou le The New York Times.
Journaliste engagée, elle est l'un des deux porte-parole turcs du mouvement Stop the war contre l'intervention militaire en Irak en 2003. Elle est renvoyée d'Habertürk pour ses articles critiquant le gouvernement et en particulier ceux sur le massacre d'Uludere en 2011,,,. En 2013 elle participe aux manifestations contre le gouvernement turc d'abord à Ankara puis à Istanbul. Obligée à plusieurs reprises, en 2011, 2013 et 2016, de rester éloignée de la Turquie en raison des menaces qui pèsent sur elle, elle quitte finalement son pays en 2017 pour la Croatie puis pour Londres où elle vit depuis.
Elle a publié plusieurs livres, essais et romans, d'abord en turc puis en anglais. En 2006 paraissent Ne Anlatayım Ben Sana! (What Is There For Me To Say!) sur les grèves de la faim de prisonniers politiques turcs, sur lesquelles elle avait commencé à travailler dès la seconde moitié des années 1990, et We are Making A Revolution Here Senorita! sur la vie quotidienne dans le Venezuela d'Hugo Chávez. En 2008, elle est visiting fellow à l'Institute for the Study of Journalism de l'agence Reuters, période durant laquelle elle écrit un livre à partir d'entretiens avec des Arméniens, qui paraît la même année d'abord en turc à Istanbul puis en anglais sous le titre Deep Mountain, Across the Turkish-Armenian Divide. Elle reçoit cette même année 2008 le prix de la liberté d'opinion de l'Association turque pour les droits humains. En 2015 elle publie un essai montrant la dérive de la Turquie d'Erdoğan vers un régime autoritaire. Le livre paraît en français en 2017 sous le titre La Turquie entre égarement et nostalgie. Et c'est en exil et directement en anglais qu'elle poursuit cette réflexion en 2019 avec How to loose a country, traduit la même année en français sous le titre Comment conduire un pays à sa perte. Du populisme à la dictature. L'auteure y propose une analyse générale qui dépasse le cas turc et montre comment des mouvements populistes arrivent au pouvoir puis transforment une démocratie en un régime autoritaire. Elle dégage en sept chapitres les sept étapes de cette prise de contrôle.
Ece Tumelkuran est également poète et romancière. Kiyi Kitabi, recueil de poèmes traduit en anglais sous le titre de Book of the edge, paraît en turc 2003. Son premier roman, Muz Sesleri est publié en 2010. Dans Düğümlere Üfleyen Kadınlar quatre femmes se racontent avant de s'embarquer dans un périple allant de l'Afrique du Nord au Moyen-Orient. Paru en 2013, succès de librairie en Turquie et récompensé par un PEN Translates award, le livre a été traduit en français en 2016 sous le titre A quoi bon la révolution si je ne peux danser. En 2015 Devi est un roman qui revisite l'histoire de la Turquie au moment du coup d'Etat de 1980. L'Encyclopédie des oiseaux qui n'existent pas est son dernier ouvrage de fiction paru en turc en 2018.